# Костылев, Владимир Николаевич
Владимир Николаевич Костылев (1905, Екатеринбург, Пермская губерния, Российская империя ― 6 октября 1941, под Вязьмой) — советский саксофонист, Лауреат Всесоюзного конкурса исполнителей на духовых инструментах.

## Биография
Обучался игре на кларнете в Тбилисской консерватории, саксофон начал осваивать только в возрасте 28 лет. В 1936 году получил приглашение в джазовый оркестр А. Цфасмана, в 1938 году стал музыкантом Госджаза под управлением В. Кнушевицкого. В 1941 году принял участие во Всесоюзном конкурсе исполнителей на духовых инструментах, на котором занял четвёртое место.
Был участником Красноармейского джаз-оркестра Наркомата обороны, которые были направлены для поддержания боевого духа на Западный фронт обороны Москвы, где в ночь с 6 на 7 октября попали в окружение под Вязьмой. Погиб.